# Julija Jefimowa
Julija Andriejewna Jefimowa, ros. Юлия Андреевна Ефимова (ur. 3 kwietnia 1992 w Groznym) – rosyjska pływaczka specjalizująca się w stylu klasycznym, dwukrotna wicemistrzyni olimpijska, sześciokrotna mistrzyni świata i dziesięciokrotna mistrzyni Europy na długim i krótkim basenie, była rekordzistka świata.

## Kariera pływacka
28 kwietnia 2009 podczas pływackich mistrzostw Rosji ustanowiła rekord świata na 50 m stylem klasycznym, uzyskując czas 30,23 s 2 sierpnia podczas pływackich mistrzostw świata w Rzymie poprawiła ten rezultat i ustanowiła nowy rekord świata (30,09 s).
Mając szesnaście lat, startowała w igrzyskach olimpijskich w Pekinie. W wyścigach na 100 i 200 m żabką zajęła w finale odpowiednio czwarte i piąte miejsce. W drugim występie olimpijskim, w 2012 roku w Londynie zdobyła brązowy medal na 200 m stylem klasycznym.
13 maja 2014 została zdyskwalifikowana na okres od 31 października 2013 do 28 lutego 2015. Podczas testu antydopingowego wykryto u niej podwyższony poziom DHEA. Tym samym wszystkie medale (4 złote i 1 srebrny), które zdobyła podczas mistrzostw Europy na krótkim basenie w 2013 roku zostały jej odebrane, a rekord świata, który ustanowiła na dystansie 200 m stylem klasycznym na tych zawodach, został unieważniony.
Podczas igrzysk olimpijskich w Rio de Janeiro zdobyła dwa srebrne medale. Na dystansie 100 m stylem klasycznym uzyskała czas 1:05,50 min, a w konkurencji 200 m w tym samym stylu 2:21,97. Była także zawodniczką rosyjskiej sztafety zmiennej 4 x 100 m, która w finale z czasem 3:55,66 uplasowała się na szóstym miejscu. 
W 2017 roku na mistrzostwach świata w Budapeszcie wywalczyła cztery medale. Jefimowa została mistrzynią świata na dystansie 200 m stylem klasycznym, uzyskawszy czas 2:19,64. W konkurencji 50 m żabką zajęła drugie miejsce (29,57). Srebrny medal zdobyła także w kobiecej sztafecie 4 × 100 m stylem zmiennym, która ustanowiła nowy rekord Europy (3:53,38). W półfinale 100 m stylem klasycznym Jefimowa pobiła rekord swojego kraju czasem 1:04,36, słabszym od ówczesnego rekordu świata o 0,01 s. W finale tej konkurencji zdobyła brązowy medal, uzyskawszy wynik 1:05,05.

## Osiągnięcia

### Igrzyska olimpijskie
- 2012 Londyn –  200 m stylem klasycznym (2:20,92)

### Mistrzostwa świata (basen 50 m)
- 2009 Rzym –  (50 m klasycznym)
- 2009 Rzym –  (100 m klasycznym)
- 2011 Szanghaj –  (200 m klasycznym)

### Mistrzostwa świata (basen 25 m)
- 2008 Manchester –  (200 m klasycznym)

### Mistrzostwa Europy
- 2008 Eindhoven –  (200 m klasycznym)
- 2008 Eindhoven –  (50 m klasycznym)
- 2008 Eindhoven –  (sztafeta 4 × 100 m zmiennym)
- 2010 Budapeszt –  (100 m klasycznym)
- 2010 Budapeszt –  (50 m klasycznym)

### Mistrzostwa Europy (basen 25 m)
- 2007 Debreczyn –  (50 m klasycznym)[1]
- 2007 Debreczyn –  (100 m klasycznym)
- 2007 Debreczyn –  (200 m klasycznym)

## Rekordy świata
| Data            | Miejsce   | Konkurencja            | Rezultat | Status                            |
| --------------- | --------- | ---------------------- | -------- | --------------------------------- |
| 2 sierpnia 2009 | Rzym      | 50 m stylem klasycznym | 30,09 s  | do 6 sierpnia 2009 Jessica Hardy  |
| 3 sierpnia 2013 | Barcelona | 50 m stylem klasycznym | 29,78 s  | do 3 sierpnia 2013 Rūta Meilutytė |

## Odznaczenia
- Zasłużony Mistrz Sportu[13]
- „Honorowy Obywatel miasta Wołgodońsk”[14]